# San Benigno Canavese
San Benigno Canavese és un comune (municipi) de la ciutat metropolitana de Torí, a la regió italiana del Piemont, situat a uns 20 quilòmetres al nord-est de Torí. A 1 de gener de 2019 la seva població era de 6.030 habitants.
San Benigno Canavese limita amb els següents municipis: Chivasso, Lombardore, Volpiano, Bosconero, Foglizzo i Montanaro.